# David Denton
David Denton (ur. 5 lutego 1990 w Maronderze) – zimbabwejski rugbysta szkockiego pochodzenia występujący w trakcie kariery w trzeciej linii młyna, reprezentant Szkocji, uczestnik pucharu świata.

## Młodość
Wychowywał się w Harare. W rugby grał od dzieciństwa –  początkowo ustawiano go na pozycji wspieracza, później skrzydłowego ataku. W siódmej klasie, gdy nie dostał się do szkolnej reprezentacji kraju, trener przesunął go do trzeciej linii młyna. Kiedy sytuacja polityczna w Zimbabwe się zaostrzyła, jako piętnastolatek został przez rodziców wysłany do Południowej Afryki do Kingswood College – prywatnej szkoły z internatem położonej w Grahamstown w Prowincji Przylądkowej Wschodniej. Jako uczeń szkoły średniej reprezentował RPA w pływaniu i piłce wodnej. Choć początkowo z uwagi na brak południowoafrykańskiego obywatelstwa odmówiono mu udziału w ogólnokrajowym młodzieżowym turnieju rugby Craven Week, ostatecznie jednak zaliczył kilka występów w młodzieżowych drużynach Eastern Province. Dorastał z silnym poczuciem przywiązania do swojego szkockiego pochodzenia, w związku z czym po tym, jak w 2008 roku ukończył szkołę średnią, wyjechał do Edynburga, by tam podjąć studia ekonomiczne.

## Kariera klubowa
Po przybyciu do Szkocji w roku 2009 dołączył do miejscowego klubu Edinburgh Academicals („Accies”). Po części z uwagi na trudności związane z rejestracją nowego, zagranicznego zawodnika Denton początkowo występował w rezerwach klubu. W sezonie 2010/2011 otrzymał miejsce w organizowanej przez szkocką federację Scottish Rugby Academy i podpisał kontrakt z profesjonalnym zespołem Edinburgh Rugby, niemniej większość czasu spędził, grając w pierwszej drużynie „Accies” na poziomie Premiership. Dopiero w końcówce sezonu otrzymał szansę występów w klubie z Pro12, gdzie od razu pokazał się z dobrej strony: w meczach z Ospreys oraz Aironi Rugby był wybierany zawodnikiem meczu. Bardzo udany był dla niego także początek nowego sezonu. Dobre występy zaowocowały dwuletnim zawodowym kontraktem z Edinburgh Rugby, jaki Denton podpisał w październiku 2011 roku. Łącznie ligowy sezon 2011/2012 zakończył z 14 występami i trzema przyłożeniami na koncie.
Przed sezonem 2012/2013 Denton w drodze draftu zawodowych graczy związanych kontraktami z rodzimą federacją rugby został przydzielony do gry w barwach Academicals, jednak z uwagi na inne zobowiązania nie miał wielu okazji występów w drużynie z Premiership. W ekipie Edinburgh Rugby szybko stał się podstawowym zawodnikiem, wszystkie swoje spotkania rozpoczynając w wyjściowym składzie. W grudniu 2013 roku pomimo spekulacji medialnych łączących go z angielskim zespołem Leicester Tigers, urodzony w Zimbabwe zawodnik zdecydował się podpisać nowy kontrakt z drużyną z Edynburga. Miał on obowiązywać do połowy 2016 roku. 
W ostatniej kolejce sezonu 2013/2014 w majowym meczu z Leinster Rugby Denton doznał wstrząśnienia mózgu. W sierpniu tego samego roku wracając dopiero do lekkiej aktywności fizycznej, w trakcie bezkontaktowej gry treningowej doznał urazu mięśnia dwugłowego uda. Kontuzja ta oznaczała kolejne trzy miesiące intensywnej rekonwalescencji. Jakiś czas po powrocie do pełnej sprawności w kwietniu 2015 roku podczas ligowego spotkania z irlandzką ekipą Munster Rugby Denton przypadkowo zderzył się z Paulem O’Connellem, uderzając głową w jego udo. Tym razem przerwa w treningach trwała aż siedem tygodni, choć przez pewien czas pojawiały się pogłoski o możliwym zakończeniu kariery. Z powodu urazu zawodnik nie wziął udziału w finale European Rugby Challenge Cup, do którego dotarł wraz z drużyną z Edynburga. We wszystkich rozgrywkach w ciągu pięciu sezonów zagrał w 78 meczach drużyny ze stolicy Szkocji, w 74 od pierwszej minuty.
Jesienią 2015 roku, po zakończonym pucharze świata dołączył do angielskiej drużyny Bath Rugby – klub ten szukał zastępstwa dla Sama Burgessa, który po nieudanej przygodzie z rugby union wrócił do macierzystej odmiany rugby league oraz swojego poprzedniego klubu, South Sydney Rabbitohs w australijskiej NRL. Według doniesień medialnych pozostałymi kandydatami do wzmocnienia składu Bath mieli być m.in. Taulupe Faletau, Schalk Burger, Louis Picamoles czy Duane Vermeulen. W trakcie występów w drużynie z West Country reprezentant Szkocji miał jednak trudności z wywalczeniem sobie pewnego miejsca w pierwszym składzie drużyny. Do klubu dołączył w trakcie sezonu i debiutował dopiero w piątej kolejce ligowej w meczu przeciw Leicester. Na swój debiut od początku spotkania czekał niemal do połowy grudnia i meczu z Wasps w European Champions Cup. Borykał się także z urazami kolana, stawu skokowego i pachwiny. W sezonie 2016/2017 już w pierwszym meczu zerwał jeden z tylnych mięśni uda, w wyniku czego zmuszony był przejść operację i pauzował do lutego. Po powrocie do zdrowia musiał zmagać z dużą konkurencją na wszystkich pozycjach w trzeciej linii młyna.
W poszukiwaniu regularnej gry Denton w połowie 2017 roku rozwiązał kontrakt z Bath i dołączył do innej angielskiej drużyny, Worcester Warriors. Cel odbudowy formy został osiągnięty – w grudniu i styczniu wybierany był najlepszym zawodnikiem w klubie, zaś łącznie w trakcie sezonu wystąpił w 16 spotkaniach ligowych i kolejnych pięciu w rozgrywkach pucharowych.
Latem 2018 roku przeniósł się do Leicester Tigers, co ogłoszono już kilka miesięcy wcześniej. Z ekipą z East Midlands podpisał trzyletni kontrakt. W pierwszych spotkaniach nowego sezonu prezentował wysoką dyspozycję, dzięki czemu w głosowaniu kibiców został wybrany zawodnikiem września. Jednak już w październiku w meczu z Northampton Saints doznał urazu głowy i czwartego w swojej karierze wstrząśnienia mózgu. W związku z tym zdarzeniem czekała go wielomiesięczna przerwa w grze kilkakrotnie przerywana nieudanymi próbami powrotu do zajęć sportowych. Ostatecznie po licznych konsultacjach neurologicznych 29-letni wówczas Denton we wrześniu 2019 roku ogłosił zakończenie kariery zawodniczej. Ostatecznie jeszcze trzy miesiące później były już zawodnik nadal odczuwał niektóre objawy związane ze wstrząśnieniem mózgu.

## Kariera reprezentacyjna
Denton oprócz Zimbabwe, w którym się urodził, z uwagi na narodowość matki uprawniony był do reprezentowania Szkocji. W dzieciństwie kibicował szkockiej drużynie narodowej i pragnął w niej wystąpić jako dorosły sportowiec. Jako zawodnik Edinburgh Accademicals na początku 2010 roku otrzymał powołanie do kadry do lat 20 na młodzieżowy Puchar Sześciu Narodów. W trakcie turnieju był podstawowym graczem swojego zespołu, wyróżniając się ponadto wysoką formą. W tym samym roku brał także udział w rozgrywanych w Argentynie mistrzostwach świata U-20, gdzie ponownie był jednym z kluczowych zawodników swojej drużyny. Jesienią tegoż roku został włączony do składu drugiej reprezentacji seniorów, Szkocji A, na spotkanie z USA Eagles. Na boisku pojawił się po przerwie, a mecz zakończył się po myśli Szkotów. Kolejnym krokiem w reprezentacyjnej karierze Dentona było powołanie do reprezentacji w odmianie siedmioosobowej na dwa turnieje otwierające sezon 2010/2011 IRB World Sevens Series – w Dubaju (Dubai Sevens) i Durbanie (South Africa Sevens). W lutym 2011 roku uczestniczył także w turnieju w Las Vegas (USA Sevens).
Wobec zbliżającego się pucharu świata został powołany do pierwszej reprezentacji. Debiutował w jednym z ostatnich sparingów przed turniejem, przeciw Irlandii, wchodząc na boisko na Murrayfield Stadium z ławki rezerwowych. Choć jego nazwisko umieszczono na pierwotnej poszerzonej liście, to jednak ostatecznie gracz nie znalazł się w ostatecznym składzie ogłoszonym przez selekcjonera Andy’ego Robinsona. W związku z tym na kolejne powołanie czekać musiał do zimowych rozgrywek o Puchar Sześciu Narodów 2012. Od pierwszej minuty rozpoczął wówczas wszystkie pięć spotkań, w przegranym meczu u siebie z Anglią zdobywając tytuł dla najlepszego gracza spotkania. Jego dalszą karierę w reprezentacji zahamowała nieco kontuzja więzadeł stawu skokowego, która wykluczyła go z udziału w meczach testowych na Antypodach. Także w kolejnych latach był stale obecny w meczach kadry, zaliczając występy podczas kolejnych edycji Pucharu Sześciu Narodów (2013, 2014), jak również w letnich i jesiennych okienkach reprezentacyjnych. Wyjątkiem w tej kwestii były spotkania z Argentyną i Południową Afryką w czerwcu 2014 roku w których nie brał udziału z uwagi na powrót do zdrowia po wstrząśnieniu mózgu.
W roku stojącym pod znakiem pucharu świata roku 2015 Denton w wyjściowym zestawieniu drużyny narodowej pojawiał się aż dziewięciokrotnie, choć niemal przez cały czas borykał się z problemami zdrowotnymi. Sezon reprezentacyjny rozpoczął od kontuzji łydki, która wykluczyła go z trzech pierwszych meczów Pucharu Sześciu Narodów. Ostatecznie powrócił do składu na mecze z Anglią i Irlandią. Wobec długiej przerwy spowodowanej kwietniowym urazem głowy, istniały poważne obawy, czy wiązacz szkockiej drużyny zdoła dojść do pełni sił przed jesiennymi mistrzostwami. Ostatecznie Denton był dostępny do gry i znalazł się 31-osobowym składzie Verna Cottera. W trakcie turnieju raz jeszcze był wyróżniającym się zawodnikiem. Szkoci wyszli wówczas z grupy, by w ćwierćfinale w kontrowersyjnych okolicznościach przegrać jednym punktem z Australią.
Brak regularnej gry w klubie i kolejne urazy w 2016 roku odbiły się na reprezentacyjnej formie wychowanka Kingswood College. W całym roku 2016 rozegrał w kadrze zaledwie trzy mecze (w tym dwa w otwierającym sezon reprezentacyjny Pucharze Sześciu Narodów), po czym stracił miejsce w zespole. Na kolejne powołanie czekać musiał ponad półtora roku – uczestniczył w zimowym Pucharze Sześciu Narodów 2018, podczas którego Szkoci w meczu o Calcutta Cup pokonali Anglików. W czerwcu brał udział w meczach w Ameryce, swoje ostatnie – jak się okazało – spotkanie rozgrywając przeciw reprezentacji Argentyny.
Latem 2019 roku zawodnik poinformował selekcjonera kadry Gregora Townsenda, że z uwagi na przedłużający się powrót do zdrowia po kolejnym urazie głowy i wątpliwości co do kontynuowania kariery nie będzie mógł być brany pod uwagę przy ustalaniu składu reprezentacji na puchar świata 2019. Wkrótce później zakończył karierę sportową. 

### Statystyki
Występy na arenie międzynarodowej
| Drużyna narodowa | Rok  | Mecze | Punkty |
| ---------------- | ---- | ----- | ------ |
| Szkocja          | 2011 | 1     | 0      |
| Szkocja          | 2012 | 8     | 0      |
| Szkocja          | 2013 | 8     | 0      |
| Szkocja          | 2014 | 6     | 0      |
| Szkocja          | 2015 | 9     | 0      |
| Szkocja          | 2016 | 3     | 0      |
| Szkocja          | 2017 | —     | —      |
| Szkocja          | 2018 | 7     | 0      |
| Suma             | Suma | 42    | 0      |

## Życie osobiste
Urodził się jako dziecko Zimbabweńczyka i Szkotki. Jego ojciec w przeszłości grywał w rugby na poziomie prowincjonalnym. Matka, Joy, urodziła się w Edynburgu; pochodzi ze znanej szkockiej rodziny. Jej ojciec Richard Cole-Hamilton, odznaczony Orderem Imperium Brytyjskiego III klasy był dyrektorem generalnym Clydesdale Bank oraz przewodniczącym Royal and Ancient Golf Club of St Andrews. David ma troje młodszego rodzeństwa: brata Jacka, który także grał w rugby w barwach „Accies”, oraz siostry Pippę i Ellę.
Denton wraz z narzeczoną Shelley pod koniec 2018 roku zostali rodzicami syna Logana.
Po przeprowadzce do Szkocji Denton podjął studia ekonomiczne na Uniwersytecie w Edynburgu, które jednak zarzucił po półtora roku. W czasie swojej rekonwalescencji uczęszczał także na zaoczne zajęcia MBA w szkole biznesu w Warwick, jednak początkowo dwukrotnie je zawieszał, by ostatecznie zrezygnować z ich kontynuowania.